# 托勒瓦
托勒瓦（法語：Tollevast，法語發音：[tɔlva]）是法国芒什省的一个市镇，属于瑟堡区。

## 地理
托勒瓦（49°34'30"N, 1°37'34"W）面积12.36 平方千米，位于法国诺曼底大区芒什省，该省份为法国西北部沿海省份，西、北、东北三面环大西洋，东起顺时针与卡爾瓦多斯省、奧恩省、马耶讷省和伊勒-维莱讷省接壤。
与托勒瓦接壤的市镇（或旧市镇、城区）包括：马丹瓦、布里、阿尔丹瓦、圣马丹勒格雷阿尔、科唐坦地区瑟堡。

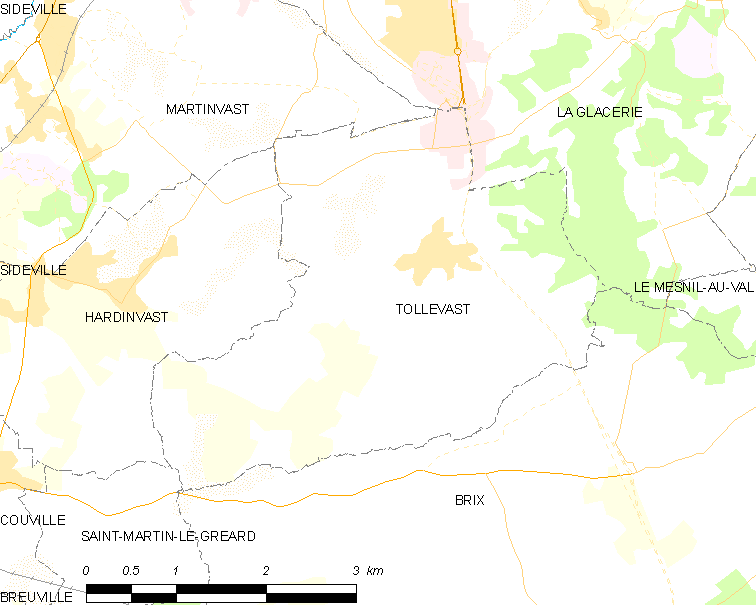
托勒瓦的OSM定位图

托勒瓦的时区为UTC+01:00、UTC+02:00（夏令时）。

## 行政
托勒瓦的邮政编码为50470，INSEE市镇编码为50599。

## 政治
托勒瓦所属的省级选区为科唐坦地区瑟堡第三县。

## 人口

1962-2008年间托勒瓦人口变化图示

托勒瓦于2022年1月1日时的人口数量为1650人。